# 156 Xanthippe
156 Xanthippe veliki asteroid glavnog pojasa. Građen je od karbonata zbog čega ima vrlo tamnu površinu. 
Asteroid je 22. studenog 1875. iz Pule otkrio Johann Palisa i imenovao ga po Sokratovoj ženi - Xanthippe.
… | 155 Scylla | 156 Xanthippe | 157 Dejanira | …